# Walther Hermann Nernst
Walther Hermann Nernst, nemški fizik in kemik, * 25. junij 1864, Briessen, Zahodna Prusija, † 18. november 1941, Berlin, Nemčija.

## Dosežki
- Nobelova nagrada za kemijo 1920 za delo na področju termokemije.